# Diego de La Cruz
Diego de la Cruz foi um pintor hispano flamengo ativo no último quartel do século XV, em Burgos.  Entre suas principais obras estão "São João Batista e um doador", que se encontra no Museu do Prado, em Madri e "A Virgem da Misericórdia com os Reis Católicos e sua família", que permanece no Mosteiro de Las Huelgas Reales, em Burgos. 